# Cinachyrella macellata
Cinachyrella macellata är en svampdjursart som först beskrevs av William Johnson Sollas 1886.  Cinachyrella macellata ingår i släktet Cinachyrella och familjen Tetillidae.
Artens utbredningsområde är Filippinerna. Inga underarter finns listade i Catalogue of Life.